# Java Siegertsz
Pour les articles homonymes, voir Siegertsz.
 (février 2019).
Si vous disposez d'ouvrages ou d'articles de référence ou si vous connaissez des sites web de qualité traitant du thème abordé ici, merci de compléter l'article en donnant les références utiles à sa vérifiabilité et en les liant à la section « Notes et références ».
Java Siegertsz, née le 18 avril 1999 à Amsterdam, est une actrice néerlandaise.

## Filmographie

### Cinéma et téléfilms
- 2007 : Alles is liefde : Fenna Coelman
- 2009 : 't Schaep met de 5 pooten (nl) : La fille allemande
- 2010 : Le petit magicien : Sylvie
- 2011 : Alfie le petit loup-garou : La caissière
- 2013 : Malaika (nl) : Lotte Driessen
- 2015 : SpangaS : Laura

## Vie privée
Elle est la fille du compositeur Fons Merkies (nl) et de l'actrice Camilla Siegertsz. Elle est la sœur de l'acteur Redmar Siegertsz.